# بیو می‌ترسد
بیو می‌ترسد (به انگلیسی: Beau Is Afraid) یک فیلم کمدی ترسناک سوررئالیستی آمریکایی محصول ۲۰۲۳ به نویسندگی، کارگردانی و تهیه‌کنندگی آری آستر است. در این فیلم واکین فینیکس، ناتان لین، پتی لوپن، ایمی رایان، کیلی راجرز، پارکر پوزی، استیون مک‌کینلی هندرسون، هیلی اسکوایرز، مایکل گاندولفینی، زوئی لیستر-جونز و ریچارد کیند به ایفای نقش پرداخته‌اند. این فیلم توسط ای۲۴ در سومین همکاری این شرکت با استر، پس از موروثی (۲۰۱۸) و میدسامر (۲۰۱۹) تولید شده‌است.
بیو می‌ترسد توسط ای۲۴ تولید و توزیع شد و در اول آوریل ۲۰۲۳ در سینما آلامو درفت‌هاوس اکران شد. اکران محدود آن در ایالات متحده در ۱۴ آوریل ۲۰۲۳ آغاز شد، که هفتهٔ بعد به اکران گسترده منتقل شد. این فیلم عموماً نقدهای مثبتی از سوی منتقدان دریافت کرد.

## طرح داستان
این فیلم به‌عنوان یک «فیلم ترسناک سوررئالیستی در طول چند دهه، در زمان جایگزین کنونی» توصیف شده‌است که در آن واکین فینیکس در نقش بیو بازی می‌کند، «مردی به شدت مضطرب اما خوش‌نظر که رابطهٔ بدی با مادر خود دارد و هرگز پدرش را نشناخته‌است [...] مادرش می‌میرد، او به خانه سفر می‌کند و در راه خود تهدیداتی ماوراءطبیعی را تجربه می‌کند».

## بازیگران
- واکین فینیکس در نقش بیو
  - آرمن ناهاپتیان در نقش بیوی نوجوان
- پتی لوپن در نقش مونا واسرمن
  - زوئی لیستر-جونز در نقش مونای جوان
- ایمی رایان در نقش گریس
- ناتان لین در نقش راجر
- کیلی راجرز در نقش تونی
- دونی منوشه در نقش جیوز
- پارکر پوزی در نقش الین بری
- استیون مک‌کینلی هندرسون در نقش درمانگر
- ریچارد کیند در نقش دکتر کوهن[۶]
- هیلی اسکوایرز در نقش الین
- مایکل گاندولفینی، تئودور پلرین و مایک تایلر در نقش پسران بیو
- بیل هیدر در نقش کارمند یوپی‌اِس

## تولید
در ۱ ژوئن ۲۰۲۰، آری آستر گفت فیلم بعدی او یک «کمدی کابوسی» چهار ساعته خواهد بود. ای۲۴ در ۲۸ فوریه ۲۰۲۱ فیلم بلوار ناامیدی را به عنوان سومین همکاری خود با استر، پس از موروثی (۲۰۱۸) و میدسامر (۲۰۱۹)، با حضور واکین فینیکس در نقش اصلی اعلام کرد. گروه بازیگران این فیلم در ماه‌های ژوئن و ژوئیه اعلام شد. هندرسون، استر و فینیکس را چنین توصیف کرد: «روش کار آن‌ها با هم مثل دوستانی بود که واقعاً قدیمی بودند. به نظر می‌رسید می‌توانند در عرض چند ثانیه ناراحت شوند و دوباره آن را جبران کنند. اما روند کار همیشه به خاطر آن بهتر بود». قرار بود تصویربرداری اصلی در ۲۸ ژوئن ۲۰۲۱ آغاز شود و در اکتبر به پایان برسد. فیلم در سن-برونو-دو-مونتارویل، حومه خارج از جزیره مونترآل در استان کبک، با فیلمبردار پاول پوگورزلسکی و طراح تولید فیونا کروبی فیلم‌برداری شد.
عنوان فیلم در دسامبر ۲۰۲۲ اعلام شد و از عنوان کاری بلوار ناامیدی (انگلیسی: Disappointment Blvd.) تغییر کرد.

## انتشار
این فیلم پس از تأخیر در برنامه ۲۰۲۲ اولیهٔ خود، در ۲۱ آوریل ۲۰۲۳ اکران شد.

## بازخورد
در وبگاه جمع‌آوری نقد راتن تومیتوز، ٪۷۰ از ۱۹۸ بررسی منتقدان مثبت است و میانگینِ امتیاز آن ۶٫۸/۱۰ است. اجماع این وبگاه چنین می‌نویسد: «بیو می‌ترسد تا حدی پر شده است که مرز بین زنجیرزنی و زیاده‌رویِ خود را محو می‌کند، اما شجاعت آری استر و تعهد محض واکین فینیکس قدرت غیرقابل انکاری را به این اودیسهٔ عصبی می‌دهد.» این فیلم در متاکریتیک که از میانگین وزنی استفاده می‌کند، بر اساس نظر ۴۸ منتقدین امتیاز ۶۲ از ۱۰۰ را کسب کرده که نشان‌گر «نقدهای عموماً مطلوب» است.
نیک آلن در نقدی برای راجرابرت.کام به این فیلم امتیاز ۳٫۵ از ۴ ستاره داد و آن را «شگفت‌آور، گاهی طاقت‌فرسا [و] همیشه فریبنده» نامید و نوشت که این «خنده دارترین فیلم استر» است. او بازی فینیکس را «دلربا» دانست و تحسین کرد و نتیجه گرفت که «بلندپروازی نکتهٔ آن است.» منولا دارگیس از نیویورک تایمز نوشت که این فیلم «داستانی بزرگ، بسیار سرگرم‌کننده و خودمهم از ترس و نفرت است»، اما با انتقاد از مدت زمان فیلم نوشت: «این یک سفر است، [که] در میانهٔ راه، به یک کوشش سخت و طاقت‌فرسا تبدیل می‌شود».
داستان فیلم بر بستر جریان سیال ذهن استوار شده است. تخیل، درواقع مثل امواج دریا گاهی خروشان گاهی آرام و گاهی اعجاب‌آور داستان را پیش می‌برد و این امواج همان ذهن نامتلاطم Beau است که تماشاگر بر پرده سینما می‌بیند.